# Jane Metcalfe
Jane Metcalfe, född 15 november 1961 i Louisville i Kentucky, är en amerikansk entreprenör, publicist och grundare av magasinet Wired.

## Biografi
År 1993 startade Jane Metcalfe tillsammans med Louis Rossetto ett nytt digitalt magasin, Wired. Magasinet fokuserade på den digitala kulturen, som då var alldeles ny, och teknikens möjligheter.
Tidningen ansågs trendig och blev snabbt populär, som mest hade Wired en upplaga på 325 000 exemplar världen över och 350 anställda. Metcalfe och Rossetto startade även flera utländska utgåvor av Wired. Under en period hade de ett tv-program, de gav ut böcker och lanserade den framgångsrika sajten HotWired. År 1998 sålde de Wired till Condé Nast Publications för 340 miljoner amerikanska dollar.